# Ada Henry Van Pelt
Ada Henry Van Pelt (Princeton, 1838 - California, 7 de agosto de 1923) fue una activista por la templanza y defensora del sufragio femenino estadounidense. Además, fue editora, conferenciante y, más tarde, inventora. Poseía varias patentes, incluida una para un purificador de agua eléctrico, patentada cuando tenía 74 años.

## Trayectoria
Fue editora y escritora principal del semanario antialcohólico Pacific Ensign durante seis años, que terminaron en 1897. Durante su estancia en el semanario, fue presidenta de la Asociación de Prensa Femenina de la Costa del Pacífico, y realizó una gira de conferencias en 1898, en la que habló sobre California y de su trabajo con la Cruz Roja Americana durante la guerra hispano-estadounidense, con ilustraciones.
También escribió dos obras de teatro que se realizaron en el área de San Francisco, The Cross Roads School, un "burlesco estridente", y The Quaker Sentinel, un drama sobre la guerra de Secesión.
Henry fue titular de varias patentes, incluida la de una cerradura de permutación mejorada, y otra para "un aparato para utilizar el impulso" en 1911.  Se convirtió en miembro honorario de la Academia de Ciencias de Francia en 1912.

## Biografía
Henry nació en 1838, en Princeton, en Kentucky, hija del comandante C. B. Henry, banquero. Tenía una hermana Anna y un hermano, el coronel A. P. Henry, que comandó la 15.ª Caballería de Kentucky durante la guerra de Secesión.
Se casó con el capitán Charles E. Van Pelt en 1864, mientras él servía en el 48° Regimiento de Infantería Montada Voluntaria de Kentucky. La pareja se mudó a Nebraska después de la guerra de Secesión. Henry se trasladó a California en 1889. Fue una de las fundadoras de la biblioteca pública en Lincoln, en Nebraska. Fue miembro del Ebell Club en Los Ángeles.
Ada Henry Van Pelt murió en 1923, a los 84 años.